# Катийо, Уилсон
Уилсон Катийо (англ. Wilson Katiyo; 1947, Южная Родезия — 2003, Лондон, Великобритания) — писатель Зимбабве, писал на английском языке.

## Биография
Из крестьянской семьи, принадлежал к народу шона. Вырос в Восточном Машоналенде. Участвовал в освободительном движении. В 1965 тайно перебрался в Замбию, оттуда переехал в Европу. Учился в Великобритании, путешествовал. Дебютировал в 1976 романом Сын земли. После того, как Зимбабве в 1980 достигла независимости, вернулся на родину, но не сумел ужиться с новым порядком и в 1985 снова уехал в Европу. Жил во Франции (Жуэнвиль-ле-Пон, Мо), затем в Великобритании (Лондон), где и умер от рака.

## Романы
- Сын земли/ A son of the soil (1976, многократно переиздан, переработан в драму в 1984; араб. пер. 1984, фр. пер.1989)
- На пути в рай/ Going to Heaven (1979)
- Tsiga (опубл. 2011, )